# منتخب تونغا تحت 23 سنة لكرة القدم
منتخب تونغا تحت 23 سنة لكرة القدم (بالإنجليزية: Tonga national under-23 football team)‏ هو ممثل تونغا الرسمي في المنافسات الدولية في كرة القدم في فئة كرة قدم تحت 23 سنة للرجال، يديريه اتحاد تونغا لكرة القدم.